# Technocentre Renault
Technocentre Renault is de belangrijkste onderzoeksfaciliteit van het Franse autoconcern Renault. De faciliteit ligt circa dertig kilometer van Parijs af, naast de zakenstad Saint-Quentin-en-Yvelines en binnen de administratieve regio van Guyancourt. Er werken meer dan 12.000 mensen en het Technocentre is ongeveer 150 hectare groot, verspreid over twaalf hoofdgebouwen. De faciliteit kent meer dan 2000 werkstations en 1000 conferentiezalen.
In 1996 werd er begonnen met de bouw van het immense complex en in 1998 werd het voor het eerst in volledig gebruik genomen. Technocentre verving enkele kleinere onderzoeksfaciliteiten van Renault in Boulogne-Billancourt bij het hoofdkantoor en in andere plaatsen door Frankrijk. Het complex staat bekend om het centrale bijenkorfgebouw, waar nieuwe modellen worden ontworpen. De allereerste generatie Renault Mégane was een van de eerste modellenreeksen ontworpen in het Technocentre.